# Lenguas ánglicas
Las lenguas ánglicas (también llamadas lenguas germánicas insulares) son un grupo de idiomas que incluyen al anglosajón y a las lenguas que derivan de este. Esto abarca el inglés (pasando por sus estados históricos como el inglés medio o el inglés moderno temprano), el escocés y el ya extinto yola en Irlanda.
Las lenguas criollas basadas en el inglés no se suelen incluir en el grupo, ya que sólo su léxico viene del inglés, y no su estructura lingüística.
|        |        |        |        |        |        |  |  | Anglosajón † |         |         |         |         |         |  |  |        |        |        |        |        |        |
|        |        |        |        |        |        |  |  |              |         |         |         |         |         |  |  |        |        |        |        |        |        |
|        |        |        |        |        |        |  |  |              |         |         |         |         |         |  |  |        |        |        |        |        |        |
| Inglés | Inglés | Inglés | Inglés | Inglés | Inglés |  |  | Escocés      | Escocés | Escocés | Escocés | Escocés | Escocés |  |  | Yola † | Yola † | Yola † | Yola † | Yola † | Yola † |